# Galeruca melanocephala
Galeruca melanocephala es una especie de insecto coleóptero de la familia Chrysomelidae.
Fue descrita científicamente en 1805 por Ponza.